# Aga Zaryan

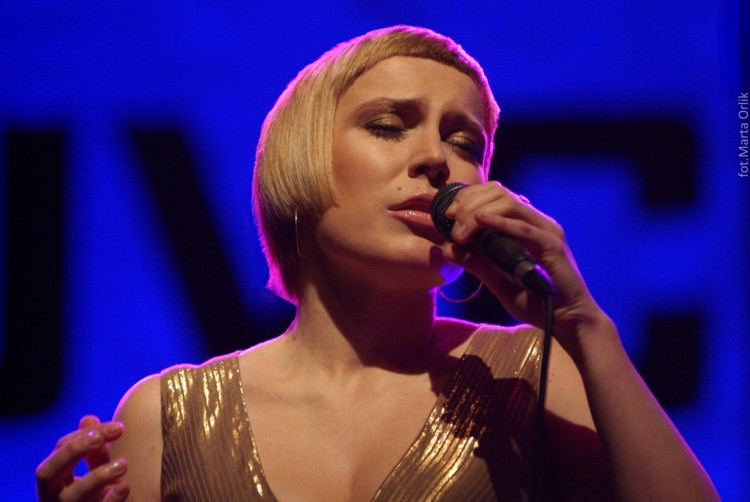
Aga Zaryan beim JVC Jazz Festival Warschau, 2006

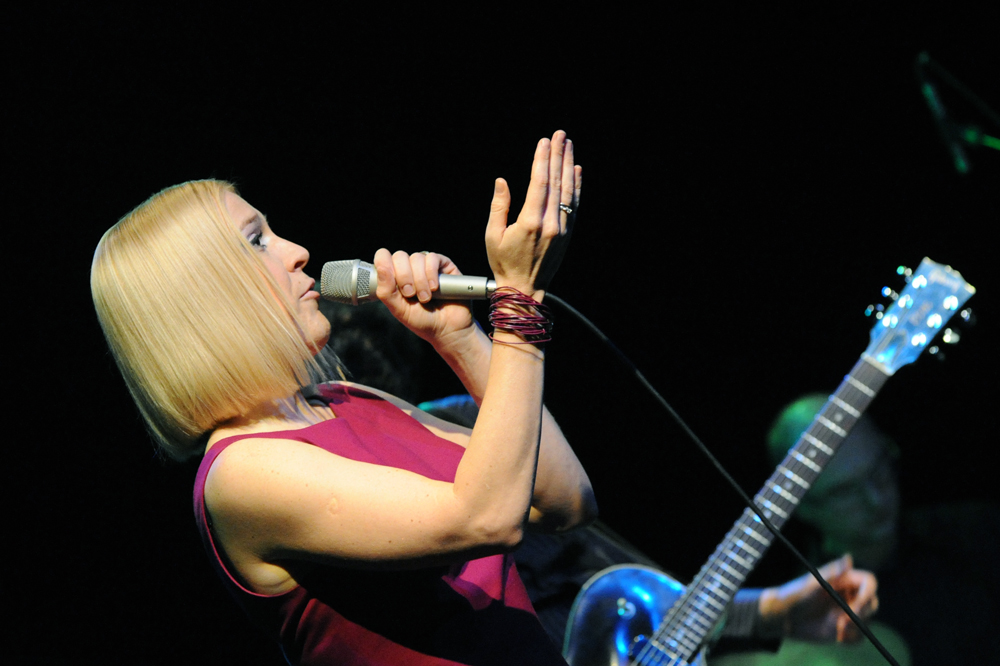
Aga Zaryan 2010 bei einem Benefizkonzert für Tomasz Szukalski

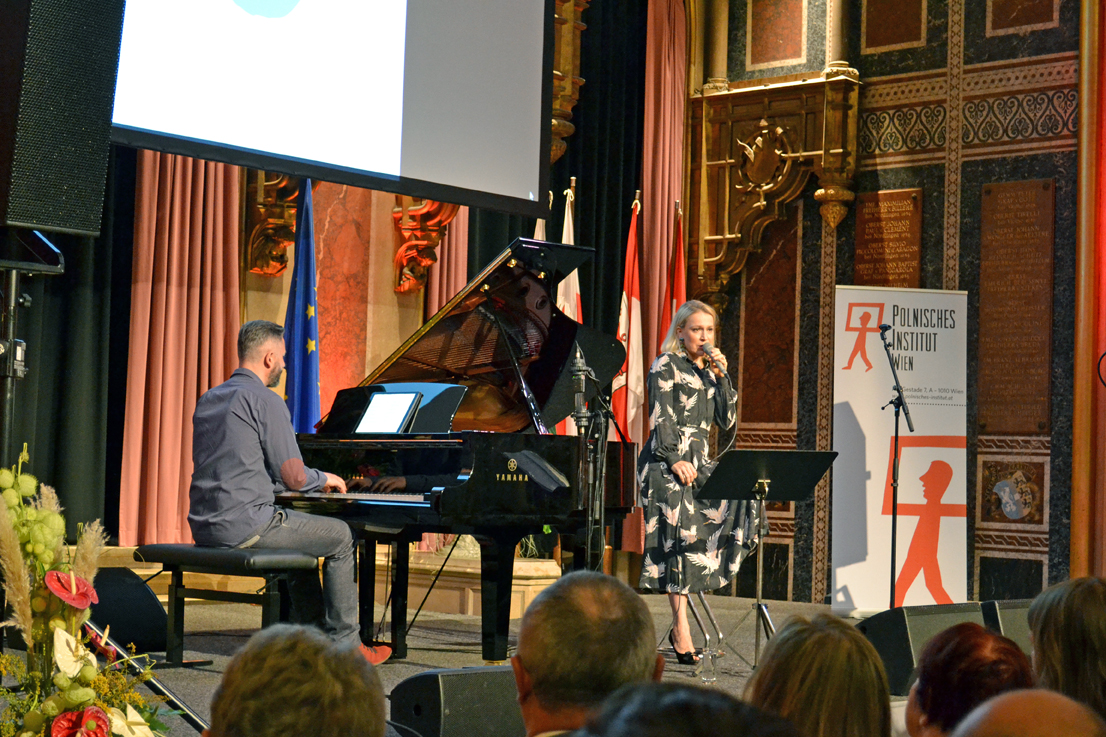
Aga Zaryan 2018 bei einem Konzert im HGM

Aga Zaryan (* 17. Januar 1976 in Warschau als Agnieszka Skrzypek) ist eine polnische Jazzsängerin.

## Leben
Zaryan, deren Vater klassischer Pianist ist, wuchs teilweise in Manchester auf; durch Aufnahmen von Ella Fitzgerald und Miles Davis wurde sie zum Jazz geführt. Sie studierte am Fryderyk-Chopin-Konservatorium Jazz und absolvierte mehrere Jazzworkshops in den USA. 
2002 wurde (noch unter ihrem Geburtsnamen) ihr erstes Album My Lullaby veröffentlicht, das Jazzstandards enthielt und in Polen große Aufmerksamkeit erregte. Auch das Folgealbum Picking Up the Pieces (2006) war wirtschaftlich ein großer Erfolg und führte zu internationaler Anerkennung. Das Album Umiera Piękno (Beauty Is Dying) beschäftigt sich mit dem Warschauer Aufstand und wurde mit einem Fryderyk ausgezeichnet. Auch weitere Platten der Sängerin, die meist bei internationalen Plattenfirmen veröffentlicht wurden, fanden eine hohe Anerkennung; das Album Looking Walking Being erreichte Doppelplatin-Status.
2018 gab Aga Zaryan im Wiener Heeresgeschichtlichen Museum im Rahmen der Finissage zur Sonderausstellung Kampf um die Freiheit. Warschauer Aufstand 1944 ein Konzert, in welchem sie mehrere Lieder aus ihrem Album Beauty Is Dying sang.

## Preise und Auszeichnungen
Beim Internationalen Jazzsänger-Wettbewerb 1998 in Zamość belegte Zaryan den zweiten Platz. 
Die Leser der Zeitschrift Jazz Forum wählten sie zwischen 2007 und 2013 immer wieder zur besten polnischen Jazzsängerin. Wie für das Album Umiera Piękno 2008 erhielt sie auch 2011 für das Album Księga Olśnień einen Fryderyk.

## Diskografie
- My Lullaby (Not Two Records/Duży Dom Dystrybucyjny 2002, mit Tomasz Szukalski, Michał Tokaj, Darek Oleszkiewicz, Łukasz Żyta, PL: Gold)[4]
- Live at Palladium (Blue Note Poland 2002, PL: ×3Dreifachplatin )
- Picking Up the Pieces (Cosmopolis 2006, mit Larry Koonse, Munyungo Jackson, Darek Oleszkiewicz, Nolan Shaheed, PL: ×2Doppelplatin )
- Umiera Piękno (Cosmopolis/Warner Music 2007, PL: Gold)
- Live at the Palladium (Warner Music 2008)
- Looking Walking Being (Blue Note 2010, PL: ×2Doppelplatin )
- A Book of Luminous Things (Blue Note/EMI 2011, PL: Platin)
- Księga Olśnień (EMI 2011, PL: Gold)
- Remembering Nina & Abbey (Warner Music 2013, mit Geri Allen, Brian Blade, Larry Koonse, Darek Oleszkiewicz, Carol Robbins, PL: Platin)
- Sara (Centrala, Warner Music Poland 2022)